# Meria
Pour les articles homonymes, voir Meria (entreprise) et Amity Meria.
Meria est une commune française située dans la circonscription départementale de la Haute-Corse et le territoire de la collectivité de Corse. Elle appartient à l'ancienne piève de Luri, dans le Cap Corse.

## Géographie

### Localisation
Meria est une commune de la façade orientale du Cap Corse, située au sud de Rogliano et de Tomino, et au nord de Luri, dans l'ancienne seigneurie San Colombano des Da Mare devenue en 1592 la province génoise du CapoCorso, et dans l'ancienne pieve de Luri.
| Rogliano  | Tomino | Mer Tyrrhénienne |
| Morsiglia | Meria  | Mer Tyrrhénienne |
| Luri      | Luri   | Mer Tyrrhénienne |

### Géologie et relief
Le Cap Corse est un bloc de schistes lustrés édifiés au Tertiaire lors de la surrection des Alpes sur un socle hercynien tectonisé lors de la surrection des Alpes : déformés, broyés ils se sont chevauchés avec des gneiss antécambriens intercalés d'amphibolites vert-foncé et de filons granitiques kaolinisés par l'action des eaux au contact du feldspath du granite, en surface et dans les fissures. À l'est de la péninsule où se trouve Meria, schistes sériciteux à l'aspect soyeux et ridé, schistes chloriteux, schistes calcaires ou calschistes, et cipolins dominent. Grisâtres, légèrement calcifères, ces roches formées durant l'ère secondaire dans l'ancien océan liguro-piémontais doivent leur aspect lustré à la séricite (mica aux reflets cendrés) et au chlorite (silicate feuilleté verdâtre avec clivage).
Meria recèle plusieurs filons d'antimoine, les plus connus étant ceux de Fossato, San Martino et Vallone. Le gisement de Meria est le plus important des gisements d'antimoine du Cap Corse.
Meria occupe la majeure partie d'un alvéole de la péninsule du Cap Corse, composé de trois principaux vallons ouverts à l'est sur la mer Tyrrhénienne :
- vallon de Meria (ou vallée de Meria) au nord, celui du ruisseau éponyme ;
- vallon du ruisseau de Morteda qui naît sur les flancs orientaux du Monte Baccinajo (443 m - Meria) ;
- vallon du fiume Alessandro (ruisseau de Lissandru en amont) au sud.

La façade
Meria possède une façade maritime sur la mer Tyrrhénienne, soit environ 6 kilomètres d'une côte déchiquetée, n'offrant aucun abri pour la navigation, avec une seule plage de sable au sud-ouest de la Tour de Meria.
Cette côte démarre au nord, à hauteur des mines d'antimoine de Meria, et se termine au sud du site de Morteda, l'ancienne anse et marine antique fréquentée il y a 25 siècles par les marins phocéens. Cette anse a été comblée depuis par les alluvions du fiume Alessandro qui y a toujours son embouchure. Au nord, au milieu de la plage de Meria, se situe l'embouchure du fiume di Meria.
Limites territoriales
Le territoire communal est ceinturé par :
- au nord, un court et bas chaînon montagneux, « à cheval » sur Rogliano, Tomino et Meria, déclinant vers la mer en passant par les Monte di Peri (477 m), Monte di a Funa (444 m), Monte San Paolo (183 m). La ligne de crête entre Bocca di Pantanelli (421 m) et Monte di a Funa, sépare Rogliano de Meria. La démarcation entre Tomino et Meria est représentée par une ligne quasi rectiligne et horizontale partant du Monte di a Funa jusqu'à la mer.
- au sud, un petit chaînon montagneux plus élevé que celui au nord, démarrant à l'ouest de Punta di Gulfidoni (606 m) sur la dorsale du Cap Corse et « à cheval » sur Morsiglia et Meria, et déclinant vers la mer passant par Pianta Fiadone (552 m), Monte Baccinajo, la crête de Santarelli Aja, Campu Pianu (242 m) et la colline de Fagiolajo (203 m) séparés par le ruisseau de Lissandru.

De Punta di Gulfidoni, part la démarcation entre Meria de Luri, représentée par la ligne de crête dominant le vallon de Bonnellasca, soit le haut cours du ruisseau de Lissandru (Luri). Cette ligne droite presque parfaite, orientée au sud-est, passe par la chapelle San Salvadore (148 m) « à cheval sur » les deux communes, puis suit la crête en déclinant régulièrement jusqu'à la mer, au nord de Punta Castelluccio.
- à l'ouest, un secteur de la dorsale schisteuse du Cap Corse ou chaîne de la Serra, une crête s'étirant sur environ 2,5 km, entre Punta di Gulfidoni et Bocca di Pantanelli. Cette crête sépare Morsiglia de Meria.

### Hydrographie
Le territoire composé de plusieurs petits vallons, présente quatre cours d'eau principaux. Du nord au sud, ils sont :
- le ruisseau de Meria qui prend sa source à 400 m d'altitude sous le nom de ruisseau de Giunchetto, au sud-ouest du Monte di e Guadelle (566 m - Morsiglia). Orienté d'ouest en est, il se jette dans la mer à la Marine de Meria ;
- le fiume di Gareta (ou ruisseau de Ghereta) qui a sa source à l'est de Pianu 372 m, non référencé ;
- le ruisseau de Morteda[3] qui naît sur les flancs orientaux du Monte Baccinajo (443 m - Meria) et alimente le fiume Alessandro ;
- le fiume Alessandro (ou ruisseau de Lissandru[4]) qui prend sa source au sud de la Punta di Gulfidoni et qui a son embouchure dans la mer Tyrrhénienne en aval du lieu-dit Murteda.

### Climat et végétation
Le climat est méditerranéen, aux écarts thermiques modérés. Du fait de sa situation la commune est protégée des forts vents d'ouest dominants sur le Cap Corse ; en revanche elle est soumise aux vents d'est et nord-est, la tramuntana hivernale et le grécale (ou grégale), ce dernier humide apporte d'octobre à mars, de fortes précipitations dans les hautes vallées orientales. L'altitude favorisant le contraste thermique impose la montée des perturbations canalisées vers les cimes par le relief alvéolé. D'où l'explication des fréquentes coulées de boue qui ont eu lieu en octobre-novembre 1993, novembre 1994 et octobre 1999. Les mois les plus secs sont juillet et août.
Le relief est couvert d'un tapis végétal qui a visiblement souffert plusieurs fois d'incendies. Sur les hauteurs, la végétation est arborescente, avec châtaigniers et chênes verts majoritaires. Sur le littoral, le maquis est prédominant avec des bosquets d’oliviers et de chênes verts.

## Urbanisme

### Typologie
Au 1er janvier 2024, Meria est catégorisée commune rurale à habitat très dispersé, selon la nouvelle grille communale de densité à sept niveaux définie par l'Insee en 2022.
Elle est située hors unité urbaine et hors attraction des villes,.
La commune, bordée par la mer Méditerranée, est également une commune littorale au sens de la loi du 3 janvier 1986, dite loi littoral. Des dispositions spécifiques d’urbanisme s’y appliquent dès lors afin de préserver les espaces naturels, les sites, les paysages et l’équilibre écologique du littoral, tel le principe d'inconstructibilité, en dehors des espaces urbanisés, sur la bande littorale des 100 mètres, ou plus si le plan local d’urbanisme le prévoit.

### Occupation des sols
L'occupation des sols de la commune, telle qu'elle ressort de la base de données européenne d’occupation biophysique des sols Corine Land Cover (CLC), est marquée par l'importance des forêts et milieux semi-naturels (96,5 % en 2018), une proportion sensiblement équivalente à celle de 1990 (95,9 %). La répartition détaillée en 2018 est la suivante : 
milieux à végétation arbustive et/ou herbacée (80,9 %), espaces ouverts, sans ou avec peu de végétation (9,8 %), forêts (5,8 %), zones agricoles hétérogènes (2,9 %), eaux maritimes (0,6 %). L'évolution de l’occupation des sols de la commune et de ses infrastructures peut être observée sur les différentes représentations cartographiques du territoire : la carte de Cassini (XVIIIe siècle), la carte d'état-major (1820-1866) et les cartes ou photos aériennes de l'IGN pour la période actuelle (1950 à aujourd'hui).

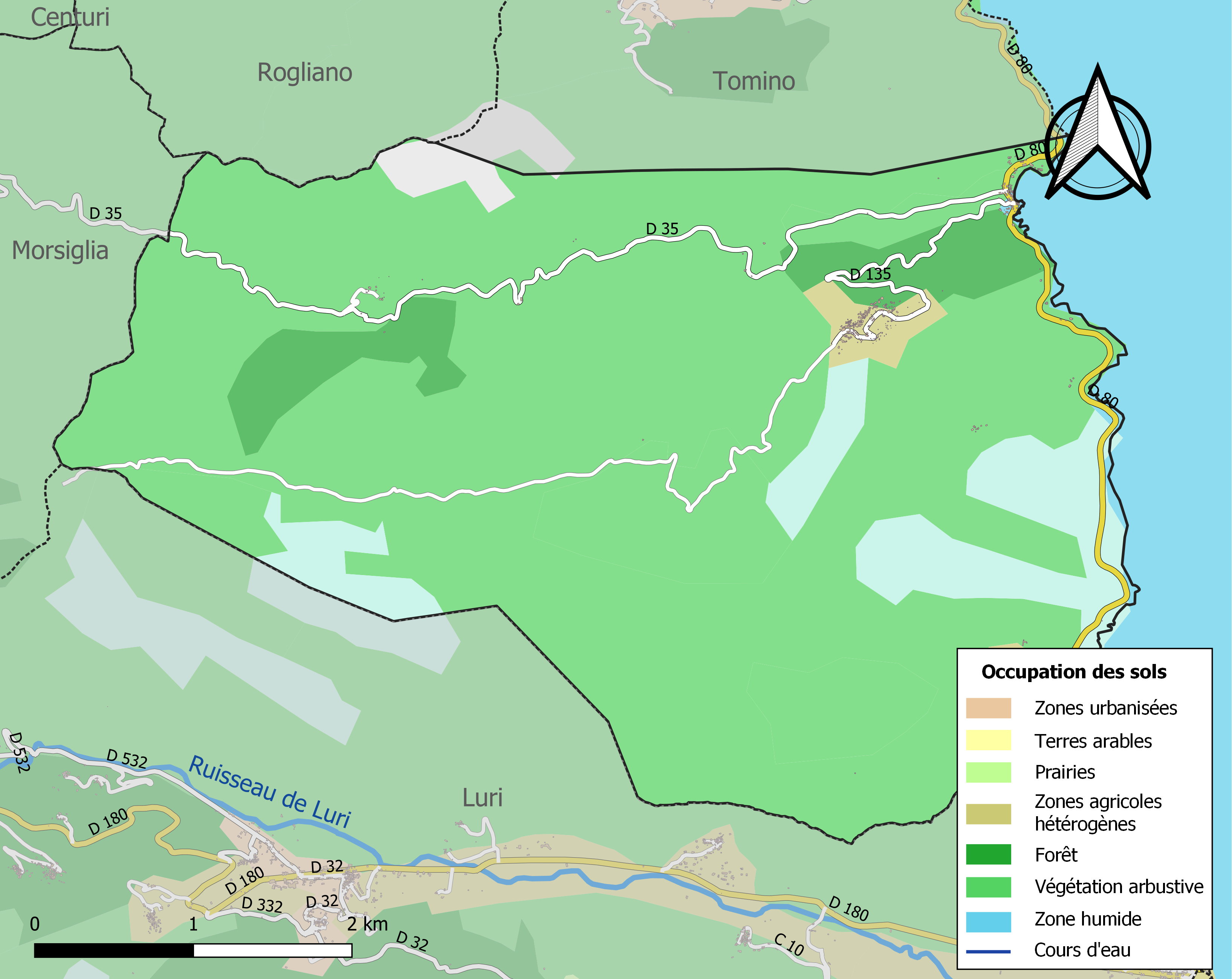
Carte des infrastructures et de l'occupation des sols de la commune en 2018 (CLC).

#### Meria
Bâti sur une arête rocheuse, à 200 m d'altitude, le village de Meria domine sa marine dépourvue de port.
Le bourg est formé de sept quartiers : Aghia, Casale, Cortalina, Croce, Lingulina, Puggiale et Serdulacciu. Casale, le plus ancien, renferme une chapelle de confrérie Sant'Erasmu créée en 1774 en remplacement d'une confrérie fondée en 1599, et qui assura jusqu'en 1923 de remarquables processions jusqu'à la Marine via l'église San Paolo, particulièrement le Vendredi saint avec lampions, croix et bannières brodées.
Le village recèle une tour génoise et le Palazzu, une remarquable maison du XIVe siècle dotée d'un pont-levis. Cette construction a été sauvée de la ruine vers 1975. S'y trouve aussi l'église San Roccu datant du XVIIe siècle et qui renferme deux œuvres classées dont une du Ier siècle.
À plus de 1 000 m au sud du village, en plein maquis, sont les ruines de la chapelle Santa Catarina. Un sentier aménagé permet d'y accéder. Son départ en direction du nord, se situe à Campu (Luri) via la chapelle San Salvadore « à cheval » sur les deux communes.
À 1 000 m au sud-est du village, se situent les vestiges du village de Caraco abandonné vers 1925. Ce lieu comportait une chapelle San Sebastianu et une douzaine de maisons. On accède à Caraco (171 m d'altitude) par un sentier d'environ 1,5 km à travers maquis, partant du village de Meria.
Au nord de Caraco les lieux de San Giuseppe, San Giovanni et Santa Maria témoignent des sanctuaires disparus.

#### Marina di Meria
La Marine (A Marina) est un village récent, construit au XXe siècle, qui se situe autour de l'embouchure du fiume di Meria dit Fiuminale dans la partie inférieure de son cours. Située dans un amphithéâtre de verdure, la Marine se développe depuis, en raison de l'attrait de son littoral comportant une plage de sable dominée au nord par une tour génoise en bel état.
Peu à l'ouest, se situait le village de Murticciu ruiné par les Barbaresques au début du XVIe siècle. Murticciu n'apparait pas sur les cartes.
À l'ouest de la Marine, à proximité de la route D35 qui relie Marina di Meria à Morsiglia sur la côte occidentale du Cap Corse, on découvre en plein maquis San Marcello, une chapelle ruinée dont certains affirment qu'elle a été élevée au Xe siècle sur les ruines d'un édifice paléochrétien qui remplaçait un temple romain. Aucune étude archéologique ne vient cependant donner corps à cette déclaration bien incertaine.
Plus à l'intérieur des terres, soit à environ 1 800 m à l'ouest de la Marine, sur une petite éminence (80 m), se dresse l'église San Paolo, l'ancienne paroisse de la vallée de Meria. La tradition, qui relève du mythe, raconte qu'en 59 l'apôtre saint Paul de Tarse se rendant en Espagne via la Corse, posa la première pierre du sanctuaire paléochrétien. En revanche, un fragment de pierre d'autel dédié à l'empereur Claude a été trouvé en ce lieu.

#### Morteda
Morteda (A Murteta) est un petit hameau dont le nom signifie « parmi les myrtes » et provient du grec murtos. Il se situe au sud-est de la commune, proche du fiume Alessandro dit localement fiume di Murteta dans la partie inférieure de son cours, et près de l'ancienne Marine de Murteta qui desservait autrefois le village de Muracce à l'intérieur des terres. Murteta et Muracce razziés par les Barbaresques au début du XVIIe siècle, ont été abandonnés vers 1730, leurs habitants rejoignant la population de Campo, l'ancien centre du fief des seigneurs De Campo di Luri.

#### Pastina
Pastina (Pàstina) est un hameau situé à l'intérieur des terres, au nord de la route D 35 qui traverse latéralement le Cap Corse. Il est bâti sur un éperon de schiste grisâtre à 200 m d'altitude, dominé par la chapelle Sant'Anna et dominant la D 35 qui longe le fiume di Pastina. Proche de la mine d'antimoine, il comptait 89 habitants en 1906. Il est de nos jours habité par intermittence.
Face au hameau, à peu près à la même hauteur sur l'autre rive du fiume di Pastina, s'élève la remarquable église de San Martino du IXe siècle dite « d'Acquafredda ». Elle est accessible par un sentier au départ de la D 35, proche du pont routier sur le fiume di Pastina.
Au sud de San Martino sont situées les mines d'antimoine, les ruines des logements et de la coopérative des mineurs. La mine de San Martinu « à elle seule a produit 8 000 tonnes de minerai d'antimoine (du sulfure naturel d'antimoine ou stibine formée de cristaux gris-métallique) entre 1880 et 1895. L'homme a creusé environ 5 km de galeries et s'éclairait à l'aide de lampes à huile ; les femmes triaient le minerai avant sa mise en sac de 50 kg - Alerius Tardy ».
Le hameau de Pastina et la plage de Meria ont servi de décor au roman de Marie Neuser intitulé Un petit jouet mécanique.

### Voies de communication et transports

#### Accès routiers

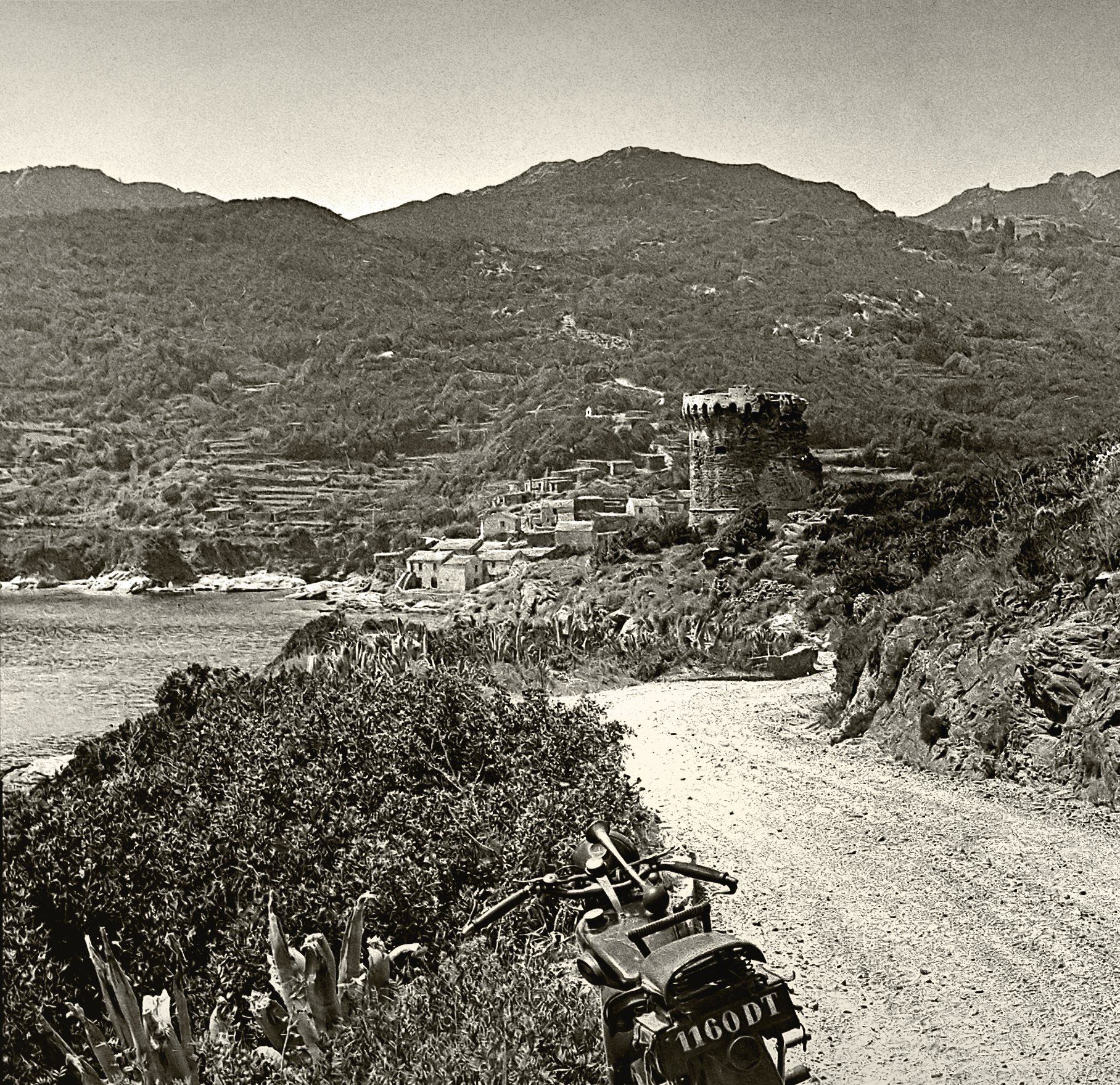
Vue de la marine au début du XXe siècle.

En 1859, Macinaggio est reliée à Bastia par la route, une route nommée aujourd'hui D 80.
Très longtemps, elle est restée une route empierrée, sinueuse, longeant la côte. Ce n'est qu'à la fin du siècle dernier, lors de la réalisation en 1975 de la modernisation de la route Bastia - Macinaggio, qu'elle a été élargie, mise au gabarit avec une chaussée large de 6 mètres, rectifiée comme à Meria où elle passait sous la tour avec un grand virage (voir l'image d'une situation au début du XXe siècle). Des tronçons de route avec voies de dépassement ont été créés sur la côte est du Cap Corse en fin de la première décennie XXIe siècle.
On accède au village depuis la marine de Meria par la route D 135 en cul-de-sac.
À la marine, se trouve la jonction des routes D 80 et D 35 ; cette dernière qui traverse le Cap Corse, permet de gagner Morsiglia sur le littoral occidental.

#### Transports
Meria n'est desservi par aucun moyen de transports de voyageurs. Par la route D 80, le village est distant de 35 km de Bastia, ville dotée d'un port de commerce et d'une gare des CFC. L'aéroport de Bastia Poretta est quant à lui distant de 55 km.

## Toponymie
Meria (Meria) est un village « aérien » qui tire son nom du latin ad-miratum, « point de mire ». Il était autrefois nommé A Meria.

## Histoire

### Antiquité
Selon Ptolémée, la Corse était habitée par douze nations qui, pour la plupart autochtones, ont subi l'influence romaine dans des proportions qui demeurent à définir. Les Romains, au dire de Pline, divisèrent le pays en trente-trois civitates,.
Clunium oppidum (Var. Cunium), était l'une des trente-trois civitates ou cercles de Corse. Suivant Cluver et Canari l'oppidum devait se trouver à Sainte-Catherine de Sisco et suivant Charles Müller et Xavier Poli à Pietracorbara. Les Vanacini, la plus connue de ces nations, occupaient tout le Cap Corse ; leur nom semble déceler une origine ligure. On trouvait sur leur territoire les civitates de Centurinum, de Lurinum, de Canelata, de Mantinon ou plutôt Blesinon (La Vasinà), et de Clunium.
Le christianisme est venu d'Italie en Corse probablement à la fin du Ier siècle ou au début du IIe siècle. « Bien que les textes fassent défaut, il est vraisemblable d'admettre, avec quelques écrivains du Moyen Âge, que des chrétiens ont été envoyés dans les îles de la Méditerranée par les premiers successeurs des apôtres, pour y faire triompher leur doctrine et y annoncer la bonne nouvelle [...] ».
Ceci demeure néanmoins sujet à discussion, cette vague -qui demeure à prouver- n'aurait pas pénétré les populations insulaires en profondeur. Il faudra attendre le VIe siècle.
« [...] La prédication de St Paul en Corse, est aussi à rejeter dans le domaine des légendes ; son voyage en Espagne n'est que problématique et, à une époque où la navigation était surtout côtière, il est permis de supposer que, si ce voyage a réellement eu lieu, la route suivie a été celle indiquée par la tradition : de Rome en Gaule et de là en Espagne - Xavier Poli ».
Une plaque en marbre à l'état de fragment, datée du Ier siècle et classée, est dans l'église San Paolo. Elle comporte une inscription latine et un bas-relief au revers, représentant des bustes de génies, avec des entrelacs variés. Pour autant, rien ne prouve que cette stèle funéraire soit en à relier au christianisme, aucun élément ne permet d'étayer cette thèse. L'église San Paolo (saint Paul), au pied du mont éponyme, était l'ancienne paroisse de la vallée de Meria. Elle date du Xe siècle et a^peut-être remplacé un édifice antique. Une tradition, non fondée, raconte qu'en 59 l'apôtre saint Paul parti de Rome pour l'Espagne via la Corse, posa la première pierre du sanctuaire paléochrétien.
La petite chapelle San Marcello avait été construite à l'emplacement d'un ancien temple romain, au petit village de San Marcellu qui sera détruit lors des luttes du XVIe siècle.

### Moyen Âge
De la fin du IXe siècle à 1249, Meria fut sous l'autorité des seigneurs Da Campo di Luri, lesquels seront mis en 1198 sous tutelle des Avogari.
En 1249, les Avogari cèdent le nord du Cap Corse à Ansaldo Da Mare, amiral génois. Jusqu'en 1592, San Colombano est le centre du fief Da Mare de San Colombano de Rogliano (ou San Colombano d'Augliani), fief génois le plus important du Cap Corse.

### Temps modernes
C'est l'époque des razzias des Barbaresques. Meria est souvent pillée. Au début du XVIe siècle, ils ruinent Murticciu ; au début du XVIIe siècle ils pillent Murteta et Muracce.

« La Signoria a fait élever pour la défense des côtes dix-neuf tours dans le Deçà des Monts depuis l'an 1559 jusqu'à ce jour,  sans compter les tours qui existaient déjà et qui existent encore.[...] On en trouve une à Meria.[...] Toutes ces tours sont d'une nécessité absolue, parce qu'on ne peut résister autrement aux attaques continuelles des corsaires barbaresques. La population de l'île a considérablement diminué ; une foule d'habitants, en effet, ont été enlevés par les pirates ou ont péri dans les guerres passées. »

— Anton Pietro Filippini in Cronique, traduction de l'abbé Letteron in Histoire de la Corse Tome III  p. 305 – Imprimerie et Librairie Veuve Eugène Ollagnier - Bastia 1890.
- 1592 - Profitant du désaccord des héritiers de Barbara da Mare décédée en 1582, le gouverneur génois Augustin Doria s'empare du fief et place le Cap Corse sous tutelle directe de l'administration génoise. Le fief de San Colombano comprenait toute la partie septentrionale du Cap Corse, devient la provincia di CapoCorso.
- Vers 1600, Meria était toujours une « communauté » de la seigneurie Da Mare. Elle comptait environ 350 habitants[15].
- Au XVIIIe siècle, Meria fait partie de la pieve de Luri qui avait pour lieux habités : Meria 405 hab., Cagnano 535 hab., Luri 996 hab., Barrettali 533 hab. et Pino 489 hab.[16].
- À partir de 1757, Meria est contrôlé par Pascal Paoli.
- 1768 - Avec la cession de la Corse par les Génois et le passage de l'île sous administration française[Note 5], un redécoupage des pieves est effectué. La pieve du Luri prend le nom de Seneca.
- 1789 - La Corse fait partie du royaume de France.
- 1790 - Avec la Révolution française est créé le département de Corse.
- 1793 - Le département de Corse est divisé en deux départements : El Golo et Liamone. La commune a et porte toujours, le nom de Meria. La pieve de Seneca devient le canton de Seneca, dans le département de El Golo (l'actuelle Haute-Corse).
- 1811 - Les deux départements sont fusionnés pour créer le département de Corse.
- 1828 - Le canton de Seneca devient le canton de Luri.
- 1859 - Macinaggio est relié à Bastia par la route, une route empierrée qui porte aujourd'hui le nom de D 80.

### Époque contemporaine
Au début du XXe siècle, la commune avait une brigade de gendarmerie implantée en raison des troubles à l'ordre public créés par certains ouvriers des mines d'antimoine, vieilles de deux cents ans et rachetées par la Compagnie des mines de La Lucette.
- 1954 - Meria avec les communes de Barrettali, Cagnano, Luri, et Pino, formaient le canton de Luri. La commune comptait alors 166 habitants.
- 1973 - De nouveaux cantons sont créés. Meria fera partie du nouveau canton de Capobianco (chef-lieu Rogliano) créé avec la fusion imposée des anciens cantons de Rogliano et Luri.

## Politique et administration

### Liste des maires
| Période                                  | Période  | Identité                | Étiquette | Qualité       |
| ---------------------------------------- | -------- | ----------------------- | --------- | ------------- |
| .                                        | 2001     | Lucette Natalini        | .         | .             |
| mars 2001                                | 2014     | Laurent Napoléon Piazza | .         | .             |
| mars 2014                                | En cours | Laurence Piazza         | REG       | Fonctionnaire |
| Les données manquantes sont à compléter. |          |                         |           |               |

## Population et société

### Démographie
L'évolution du nombre d'habitants est connue à travers les recensements de la population effectués dans la commune depuis 1800. Pour les communes de moins de 10 000 habitants, une enquête de recensement portant sur toute la population est réalisée tous les cinq ans, les populations de référence des années intermédiaires étant quant à elles estimées par interpolation ou extrapolation. Pour la commune, le premier recensement exhaustif entrant dans le cadre du nouveau dispositif a été réalisé en 2004.

En 2022, la commune comptait 77 habitants, en évolution de −28,04 % par rapport à 2016 (Haute-Corse : +5,15 %, France hors Mayotte : +2,11 %).
| 1800 | 1806 | 1821 | 1831 | 1836 | 1841 | 1846 | 1851 | 1856 |
| ---- | ---- | ---- | ---- | ---- | ---- | ---- | ---- | ---- |
| 454  | 497  | 487  | 540  | 599  | 630  | 638  | 664  | 664  |

| 1861 | 1866 | 1872 | 1876 | 1881 | 1886 | 1891 | 1896 | 1901 |
| ---- | ---- | ---- | ---- | ---- | ---- | ---- | ---- | ---- |
| 702  | 748  | 732  | 752  | 893  | 792  | 941  | 818  | 748  |

| 1906 | 1911 | 1921 | 1926 | 1931 | 1936 | 1946 | 1954 | 1962 |
| ---- | ---- | ---- | ---- | ---- | ---- | ---- | ---- | ---- |
| 736  | 623  | 505  | 431  | 376  | 452  | 378  | 166  | 107  |

| 1968 | 1975 | 1982 | 1990 | 1999 | 2004 | 2006 | 2009 | 2014 |
| ---- | ---- | ---- | ---- | ---- | ---- | ---- | ---- | ---- |
| 108  | 111  | 79   | 76   | 85   | 98   | 101  | 95   | 102  |

| 2019 | 2022 | - | - | - | - | - | - | - |
| ---- | ---- | - | - | - | - | - | - | - |
| 81   | 77   | - | - | - | - | - | - | - |

Meria a compté jusqu'à 941 habitants en 1891. C'est à partir de cette date que sa population connait un fort déclin.

### Manifestations culturelles et festivités
- 16 août - Fête patronale de la Saint-Roch, avec messe et procession ; bal le soir.

### Cultes
L'église paroissiale San Roccu relève du diocèse d'Ajaccio.

### Sports et loisirs

#### Randonnées
Plusieurs sentiers de randonnées démarrent ou traversent la commune.
- Le sentier des crêtes du Cap Corse : il a été ouvert en 2007, est balisé d’un rectangle rouge et est long de 48 kilomètres. Il relie le port de Toga (Bastia) jusqu'à Centuri-Port. Ce sentier de randonnée est un parcours pour marcheurs confirmés ; il comporte des dénivelés de 500 à 800 m.
- Sentier reliant Meria aux ruines de Muracce via les ruines des chapelles Santa Catarina, San Sebastianu et Santa Trinité.
- Sentier reliant Meria au village abandonné de Caraco. Le sentier est bien entretenu, et sans grande difficulté. On s'y avance au milieu du maquis, entre arbousiers, bruyère et chênes-lièges avec quelques points de vue sur la mer et notamment l'île de Capraia. Au bout, de nombreuses maisons délabrées et la Chapelle de Saint Sébastien.

## Culture locale et patrimoine

### Lieux et monuments

#### Tour de Meria
La tour génoise ronde est située à la Marine de Meria. Elle date du XVIe siècle. Elle correspondait au moyen de feux (un feu noir signalait un danger) avec le moyenâgeux Palazzu di Meria, une grosse habitation du XIVe siècle au village de Meria.
- Le Palazzu di Meria est une remarquable maison du XIVe siècle, sauvée de la ruine vers 1975. Elle possédait un pont-levis.

#### Église Saint-Roch
L'église paroissiale Saint-Roch (San Roccu) est située à l'ouest du village. Elle date du XVIIe siècle. Elle a été remaniée en 1883 puis en 1920 avec le rehaussement du clocher. Elle renferme :
- un tableau d'autel Vierge de Pitié entourée de sept saints et quatre pénitents blancs, peinture sur toile du milieu XVIIe siècle, classée Monument historique par arrêté du 24 juillet 2002[21] ;
- une plaque funéraire ou commémorative (inscription), en marbre blanc avec décor en bas-relief. L'œuvre, datée du Ier siècle de notre ère, est classée Monument historique par arrêté 30 juin 1908[14].

#### Chapelle Saint-Paul
La chapelle Saint-Paul est située à l'entrée du village. L'édifice recèle une statue (crucifix) Christ en Croix. La tradition rapporte que ce Christ surmontait l'autel d'une petite église de la vallée, dans le petit village de San Marcellu qui fut détruit lors des luttes du XVIe siècle, et que les habitants avaient dissimulé. L'œuvre est classée monument historique par arrêté du 5 juillet 1929.

#### Autres patrimoines religieux
- Église San Paolo (San Paulu). Elle se situe au pied du mont éponyme. Ancienne paroisse (Pieve), elle date du Xe siècle[Note 7], remplaçant un édifice antique. La tradition raconte qu'en 59 l'apôtre saint Paul de Tarse parti de Rome pour l'Espagne, via la Corse, posa la première pierre du sanctuaire paléochrétien. L'église domine la route D 35 qui coupe le Cap Corse, reliant la marine de Meria à Morsiglia.
- Chapelle San Martinu au hameau de Pastina. Elle date du IXe siècle
- Chapelle Sant'Antonio à la Marine de Meria.
- Chapelle de confrérie Sant'Erasmu au hameau de Casale à Meria.

### Patrimoine culturel

#### Mines d'antimoine dites mines de Meria
Les mines d'antimoine dites mines de Meria, se trouvent en plusieurs endroits de la commune, aux lieux-dits Fossato, San Martino, Tufi Bianchi, Vallone et Vetrice. La concession avait été accordée le 10 mars 1858. L'exploitation des mines s'achève en 1911. L'exploitation du gisement de Meria, le plus important des gisements d'antimoine du Cap Corse, a fourni plus de 5 600 tonnes d'antimoine métal. Ce sont principalement les filons de San Martino et de Vallone qui ont été valorisés. Les mines avaient employé jusqu'à 400 personnes.
Les mines qui sont de nos jours détruites, sont reprises à l'Inventaire général du patrimoine culturel Collectivité de Corse après enquête thématique régionale (patrimoine industriel de la Corse) - dossier versé le 10 octobre 2006.

### Patrimoine naturel

#### ZNIEFF
Meria est concernée par une zone naturelle d'intérêt écologique, faunistique et floristique de 2e génération :
Crêtes asylvatiques du Cap Corse
Meria fait partie de l'ensemble des 20 communes du Cap Corse incluses dans la Zone naturelle d'intérêt écologique, faunistique et floristique (ZNIEFF) de 2e génération nommée « ZNIEFF940004076 - Crêtes asylvatiques du Cap Corse », dont la limite méridionale est le col de Teghime (Barbaggio) et la limite septentrionale correspond à la Punta di Gulfidoni au nord du col de Santa Lucia (communes de Morsiglia et Meria). Cette zone présente un système écologique singulier, avec une certaine homogénéité des milieux et des paysages rencontrés, et par sa richesse faunistique et floristique.

### Personnalités liées à la commune
- Pierre Antonetti, né à Meria. Écrivain, historien. Auteur de plusieurs ouvrages dont l'Histoire de la Corse publié chez Robert Laffont[25].